# 5783 Kumagaya
5783 Kumagaya eller 1991 CO är en asteroid i huvudbältet som upptäcktes den 5 februari 1991 av de båda japanska astronomerna Tsutomu Hioki och Shuji Hayakawa i Okutama. Den är uppkallad efter den japanska staden Kumagaya.